# Zdzisław Mikulski

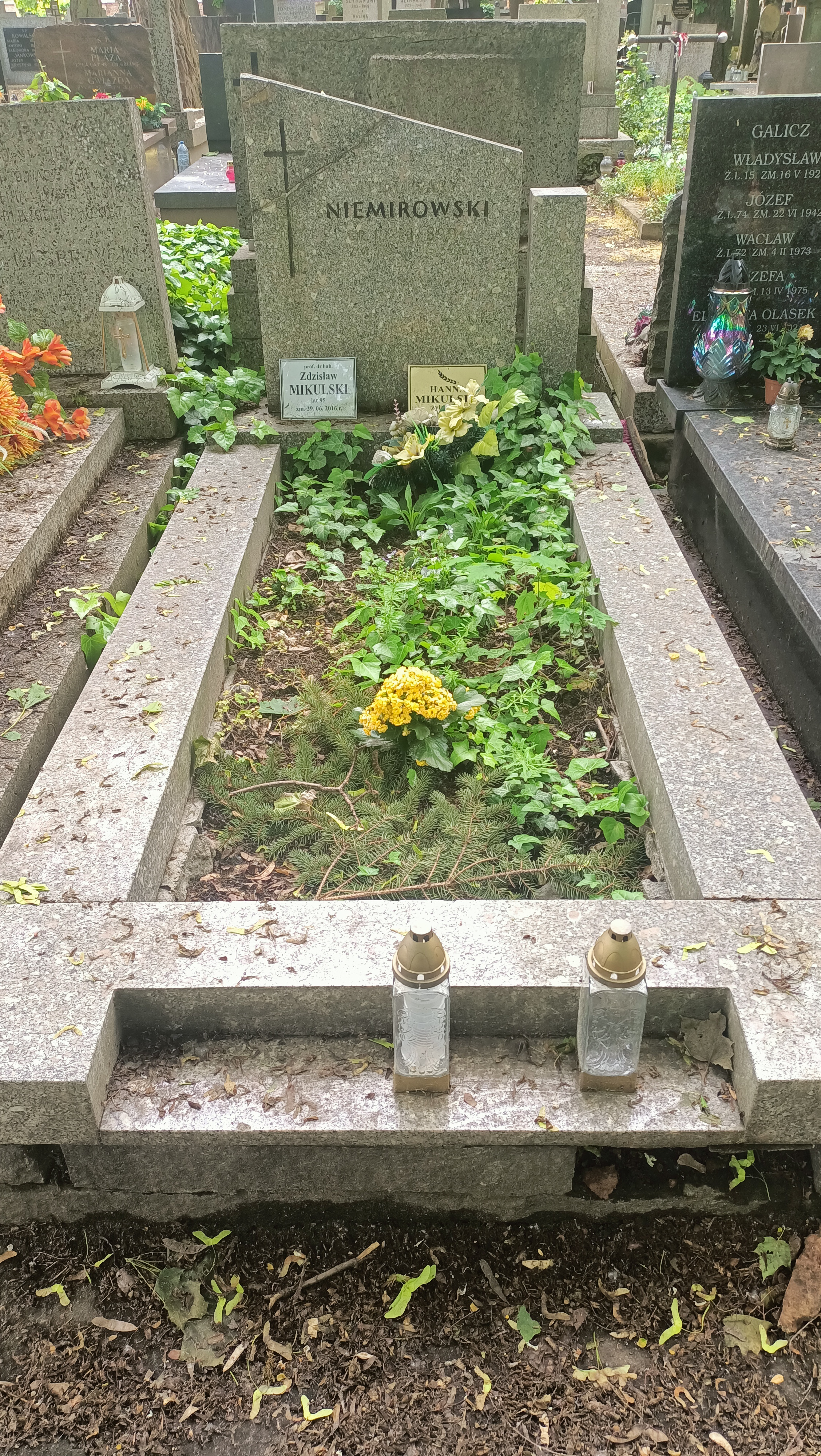
Grób Zdzisława Mikulskiego na cmentarzu powązkowskim w Warszawie

Zdzisław Mikulski ps. Herkos (ur. 2 grudnia 1920 w Uninie, zm. 29 czerwca 2016 w Warszawie) – polski geograf, profesor zwyczajny, wykładowca Uniwersytetu Warszawskiego, prezes Polskiego Towarzystwa Historii Techniki. 

## Życiorys
Żołnierz Armii Krajowej w stopniu kaprala podchorążego, walczył w 3. kompanii batalionu łączności Okręgu Warszawskiego AK. Podczas powstania warszawskiego obsługiwał łącznicę radiową zlokalizowaną w rejonie placu Szembeka.
W 1950 roku ukończył studia na Politechnice Warszawskiej. Doktorat uzyskał w 1964, a habilitację obronił w 1966. Tytuł profesora uzyskał w 1971 roku z zakresu nauk o Ziemi. W 1977 został profesorem zwyczajnym. Specjalizował się w gospodarce wodnej, historii nauki i techniki, hydrologii.
W latach 1947–1955 zatrudniony w Szkole Głównej Gospodarstwa Wiejskiego w Warszawie. Od 1952 w Uniwersytecie Warszawskim, w latach 1975–1977 prorektor uczelni. Pracował na Wydziale Geografii i Studiów Regionalnych Uniwersytetu Warszawskiego, którego dziekanem był w latach 1977–1981, w Instytucie Geografii Fizycznej.
Przez ponad 30 lat, od 1980, był redaktorem naczelnym kwartalnika „Przegląd Geofizyczny”.
Członek Polskiej Zjednoczonej Partii Robotniczej od 1956 do końca lat 80. Był członkiem Akademii Inżynierskiej w Polsce.

## Wybrane odznaczenia
- Krzyż Kawalerski Orderu Odrodzenia Polski
- Krzyż Walecznych
- Złoty Krzyż Zasługi
- Warszawski Krzyż Powstańczy
- Medal 30-lecia Polski Ludowej
- Medal 40-lecia Polski Ludowej

## Publikacje naukowe
- Zdzisław Mikulski, Gospodarka wodna, Wydawnictwo Naukowe PWN, Warszawa, 1998, ISBN 83-01-12599-3
- Elżbieta Bajkiewicz-Grabowska, Zdzisław Mikulski, Hydrologia ogólna, Wydawnictwo Naukowe PWN, Warszawa, 1993, ISBN 83-01-11266-2
- Elżbieta Bajkiewicz-Grabowska, Zdzisław Mikulski, Hydrologiczna terminologia jeziorna [W:] Zeszyty Terminologiczne / Towarzystwo Naukowe Warszawskie. Nauki o Ziemi; z. 2, "Retro-Art", Warszawa, 1998, ISBN 83-908973-5-0
- Elżbieta Bajkiewicz-Grabowska, Artur Magnuszewski, Zdzisław Mikulski, Hydrometria, Wydawnictwo Naukowe PWN, Warszawa, 1993, ISBN 83-01-10830-4
- Elżbieta Bajkiewicz-Grabowska, Artur Magnuszewski, Zdzisław Mikulski, Przewodnik do ćwiczeń z hydrologii ogólnej, Wydawnictwo Naukowe PWN, Warszawa, 1993, ISBN 83-01-08484-7
- Zdzisław Mikulski, Systematyka i definicje nauk o wodzie : w ujęciu historycznym [W:] Zeszyty Terminologiczne / Towarzystwo Naukowe Warszawskie. Nauki o Ziemi ; z. 1, "Retro-Art", Warszawa, 1998, ISBN 83-908973-4-2